# Olivia Lopez de Gutierrez
Olivia Lopez de Gutierrez – jednostka osadnicza w Stanach Zjednoczonych, w stanie Teksas, w hrabstwie Starr.